# 효소 활성화제

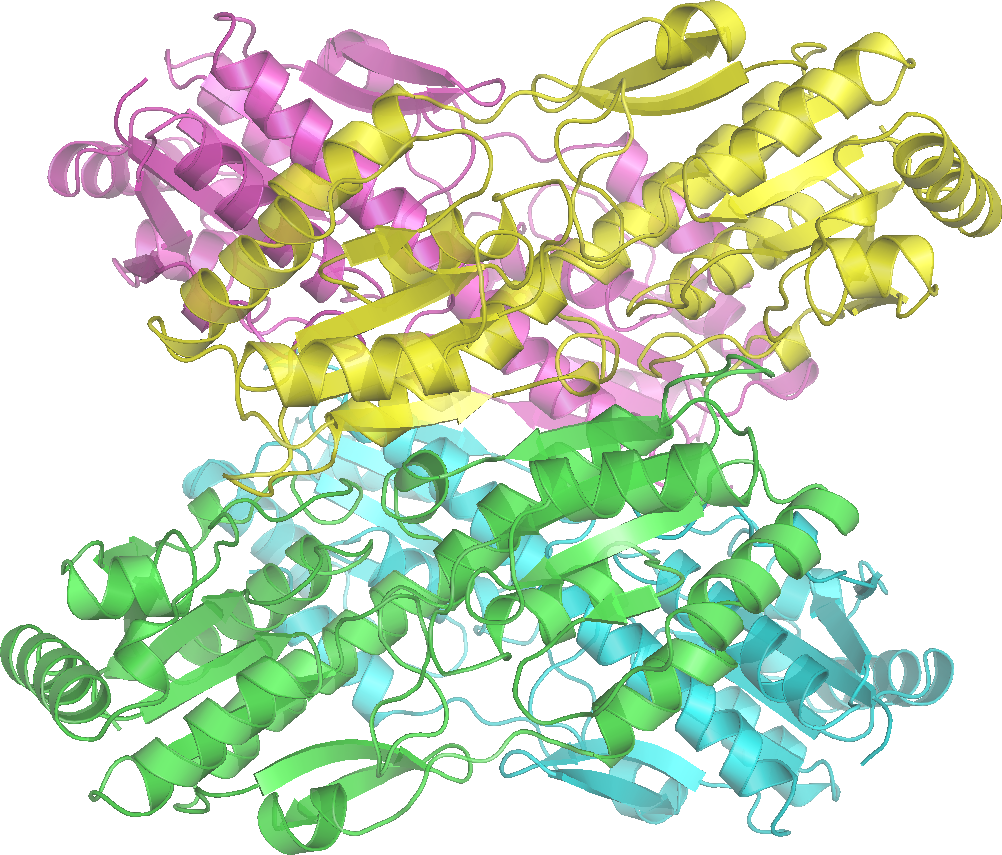
Bacillus stearothermophilus의 포스포프럭토키네이스..

효소 활성화제(酵素 活性化劑, 영어: enzyme activator)는 효소에 결합하여 효소의 활성을 증가시키는 분자이다. 효소 활성화제는 효소 저해제의 반대 개념이다. 이들 분자는 보통 대사 조절에서 효소의 다른 자리 입체성 조절에 관여한다. 이러한 방식으로 작동하는 효소 활성화제의 예로는 포스포프럭토키네이스-1을 활성화시키고 호르몬인 글루카곤에 반응하여 해당과정의 속도를 증가시키는 과당 2,6-이중인산이 있다. 어떤 경우에는 기질이 효소의 촉매 소단위체에 결합할 때 이는 기질 친화도의 증가와 효소의 다른 소단위체의 촉매 활성을 유발할 수 있으며, 따라서 기질이 활성화제 역할을 한다.

## 예

### 헥소키네이스-I
헥소키네이스-I은 포도당을 해당과정으로 끌어들이는 효소이다. 헥소키네이스-I의 기능은 포도당을 인산화하여 생성물로 포도당 6-인산을 방출하는 것이다. 헥소키네이스-I은 포도당을 해당과정으로 활성화시키는 신호를 보낼 뿐만 아니라 세포 내의 포도당의 농도를 낮게 유지하여 세포 내로 포도당이 확산되도록 만든다. 헥소키네이스-I은 α-나선을 통해 연결된 두 개의 촉매 도메인(N-말단 도메인과 C-말단 도메인)을 가지고 있다. N-말단은 C-말단의 다른 자리 입체성 조절인자 역할을 한다. C-말단은 촉매 활성과 관련이 있다. 헥소키네이스-I은 포도당 6-인산의 농도에 의해 조절되며, 포도당 6-인산은 피드백 저해제로 작용한다. 헥소키네이스-I은 낮은 포도당 6-인산 농도에서 활성화되는 반면 높은 포도당 6-인산 농도에서 저해된다.

### 글루코키네이스
글루코키네이스는 포도당을 포도당 6-인산으로 인산화하여 해당과정을 돕는 효소이다. 글루코키네이스는 헥소키네이스의 동질효소로 주로 이자의 β 세포 뿐만 아니라 해당과정이 포도당 유도 인슐린 분비를 일으키는 간세포, 장세포, 뇌세포에서도 발견된다. 글루코키네이스 활성화제는 간에서 포도당의 흡수를 증가시키고 이자의 β 세포에서 인슐린의 분비를 증가시켜 혈당량을 낮춘다. 이로 인해 글루코키네이스와 글루코키네이스 활성화제는 제2형 당뇨병 환자의 치료에서 주목받고 있다. 글루코키네이스는 글루코키네이스 조절 단백질이 세포 내에 포도당이 낮은 농도로 존재하는 경우 비활성화된 형태로 세포핵에 결합하는 단일 다른 자리 입체성 조절 부위를 가지고 있다. 그러나 세포의 포도당 농도가 증가하면 글루코키네이스-글루코키네이스 조절 단백질 복합체가 분해되고 글루코키네이스는 세포질로 이동하여 포도당을 인산화시킨다. 세포에 풍부한 포도당은 글루코키네이스의 효소 활성화제로 작용한다. 이자의 β 세포와 간세포에서 글루코키네이스의 활성화는 포도당의 흡수와 글리코젠의 생성을 초래한다. 이자의 β 세포에서 이러한 활성화는 인슐린의 분비를 유도하고 포도당의 흡수를 촉진하여 근육에 글리코젠의 형태로 저장시킨다.

## 같이 보기
- 효소 유도제
- 효과인자